# Hugo Klein (Mediziner)
Hugo Klein (* 19. Juni 1863 in Wien; † 26. Mai 1937 ebenda) war ein österreichischer Frauenarzt, Frauenrechtsaktivist und Begründer des Mutterschutzes in Österreich.

## Leben
Hugo Klein wurde als Sohn des Budapester Unternehmers und Eigentümers der Firma Ruff & Klein, David Abraham Klein, und dessen Ehefrau Elise geb. Rosenberg, in Wien geboren. Hugo Klein studierte Medizin an der Universität Wien. Im Jahr 1886 erfolgte die medizinische Promotion. Nach dem Medizinstudium war Hugo Klein Assistent an der Abteilung für Frauenkrankheiten an der Wiener Poliklinik und betrieb zeitgleich eine Arztpraxis in Wien 2, ab 1893 dann in Wien 1.
Im Jahr 1895 erarbeitete Klein Statuten für einen Frauenverein, der eine Ausbildung von Wochenpflegerinnen in Wien ermöglichen sowie ein Wöchnerinnenasyl betreiben sollte. Als Vorbild dienten die Arbeiten des Gynäkologen Johannes Benjamin Brennecke (1849–1931) in Magdeburg, der dort 1880 ein Wöchnerinnenasyl eingerichtet hatte. Ein Jahr später, 1896, wurde der „Verein zur Begründung und Unterhaltung von Wöchnerinnenasylen und zur Heranbildung von Wochenpflegerinnen“ in Wien gegründet. Hugo Klein wurde in den Vereinsausschuss gewählt. Der Verein erhielt den Namen „Luciana“. Drei Jahre später, 1899, erhielt der Verein Baugrund von der Stadt Wien in einem Armutsviertel überlassen. Auf diesem Baugrund entstand das erste österreichische Wöchnerinnenheim, das „Kaiserin Elisabeth Wöchnerinnenheim“. Die ärztliche Leitung übernahm Hugo Klein. Frauen aus armen Verhältnissen konnten hier kostenlos entbinden. Das Heim diente gleichzeitig als Ausbildungsstätte für Wochenpflegerinnen. Im Jahr 1902 kam es zu einem Zerwürfnis mit der Vereinsleitung und Hugo Klein trat von seinem Amt als ärztlicher Leiter zurück. In diesem Zeitraum war Hugo Klein gemeinsam mit Josef Breuer (1842–1925) Beirat in der von Regine Ulmann (1847–1939) geleiteten „Frauenvereinigung für soziale Hilfstätigkeit“. Er engagierte sich zudem im „Verein für erweiterte Frauenbildung“ sowie in der „Österreichischen Liga zur Bekämpfung des Mädchenhandels“.
1902 kam es, gemeinsam mit Elisabeth Semek, zur Gründung des „Vereins zur Verbesserung der Frauenkleidung“. Hugo Klein war entschiedener Gegner des Frauenmieders („Nieder mit dem Mieder“). 1903 entwarf er einen Hüftgürtel, den er der „Wiener geburtshilflich-gynäkologischen Gesellschaft“ vorstellte. 1904 initiierte er in Wien eine „Ausstellung zur Reformkleidung“, bei der namhafte Wiener Modefirmen, zum Teil nach Angaben von Ärzten, ihre Modeentwürfe vorstellten.
1906 kam es, gemeinsam mit dem Pädagogen Wilhelm Jerusalem (1854–1923), dem Politiker Julius Ofner (1845–1924) und dem Kinderarzt Josef Karl Friedjung (1871–1946) zur Gründung des „Österreichischen Bundes für Mutterschutz“. Als Vorbild diente der „Bund für Mutterschutz in Deutschland“ mit Sitz in Berlin. Hugo Klein wurde 1907 Vorsitzender des neuen Vereins, in dem unter anderen der Gynäkologe Friedrich Schauta (1849–1919), die Frauenrechtlerin Marianne Hainisch (1839–1936) und Sigmund Freud tätig waren. Der Verein forderte gewerblichen Schutz für Mütter, obligatorische Krankenversicherung und die Gleichstellung unverheirateter Mütter und unehelicher Kinder vor dem Gesetz. Der Verein richtete auch ein Mütter- und Säuglingsheim in Wien 16 ein, dessen Direktor Hugo Klein wurde. Außerordentliches Vorstandsmitglied des Vereins war die Germanistin und Frauenrechtlerin Rosa Feri-Fliegelmann.
1911 referierte Hugo Klein beim „I. Internationalen Kongress für Mutterschutz und Sexualreform“ in Dresden über die „Soziale Lage unehelicher Mütter und Kinder“. 1921 wurde er mit dem Titel eines Obermedizinalrates ausgezeichnet. 1935 legte er die Präsidentschaft des „Österreichischen Bundes für Mutterschutz“ nieder.
Hugo Klein verstarb im Mai 1937 in seiner Heimatstadt Wien, in der er zeitlebens gewirkt hatte.

## Familie und Weggefährten
Hugo Klein war verheiratet mit Marie Kadelburg. Die Ehe wurde 1893 geschlossen. Das Ehepaar hatte eine Tochter, Maria Anna. Zu den engen Wegbegleitern von Hugo Klein zählten der Jurist und Abgeordnete zum Reichsrat Julius Ofner (1845–1924), der Kinderarzt Karl Josef Friedjung (1871–1946) sowie die Frauenrechtsaktivistinnen Rosa Mayreder (1858–1938) und Olga Misař (1876–1950).

## Publikationen
- Ein Fall von ektopischer Schwangerschaft. Bauchschnitt. Genesung. In: Wiener Med. Wochenschrift. (44/39) 1895, Sp. 1660–1661.
- Ueber Leibbinden. Sonderdruck aus „Wiener klinische Rundschau“. 1903, Nr. 34+35.
- Wöchnerinnenheim des Vereins „Luciana“. In: Neues Frauenleben. (22/5) 1904.